# Babiana lewisiana
Babiana lewisiana là một loài thực vật có hoa trong họ Diên vĩ. Loài này được B.Nord. miêu tả khoa học đầu tiên năm 1970.